# Ángel Romano
Alfredo Ángel Romano (Montevideo, Uruguay, 2 de agosto de 1893-22 de agosto de 1972), conocido como el "Loco" Romano, era un futbolista uruguayo que se destacó durante los años 1910 y años 1920 en el fútbol del Río de la Plata.

## Biografía
Nació en el barrio Villa Dolores, en esa época era un suburbio de Los Pocitos), aunque rápidamente su familia se muda cerca del Parque Central, estadio del Club Nacional de Football. Es en ese equipo donde juega en juveniles.
Debuta en el primero de Nacional de Montevideo, el 11 de setiembre de 1910 contra Central ganando por 4 a 1, convirtiendo 3 goles. Luego juega en el CURCC donde sale campeón por primera vez del Campeonato Uruguayo de 1911, de la copa de Honor de 1911 y de la Copa de Honor Cousenier también de 1911. De 1913 a 1914 defiende al equipo argentino de Boca Jrs. Representó en aquella época la primera gran transacción internacional en Sudamérica, cuando cruzó el charco en 1913 y fue ídolo de los boquenses que comprobaron que era un crack de toda la cancha. Fue un puntero izquierdo excepcional. Era capaz de ser un magnífico organizador, marcar como nadie a los puntas más veloces, gambeatear a todo el equipo rival o convertirse en un frío y calculador definidor. En 1915 retornó a Nacional y comenzó un ciclo brillante de triunfos. Fue Campeón Uruguayo 8 veces; en 1915, 1916, 1917 (primera Copa Uruguaya en propiedad), 1919, 1920, 1922, 1923 y 1924. Además, realiza las giras de Nacional en 1925 por Europa y en 1927 por América del Norte. En el Bolso, jugó la cantidad de 388 partidos en los que convirtió 164 goles, hasta que se retiró en 1930.

## Selección nacional

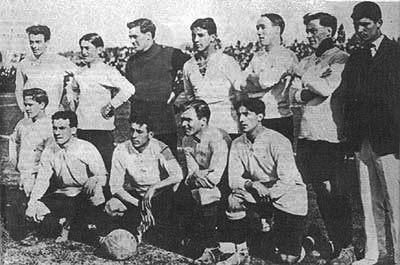
El plantel de Uruguay en la Copa América 1917.

Debuta en la selección uruguaya el 15 de agosto de 1911 en un amistoso ante Argentina, jugando 11 partidos entre ese año y el siguiente. Mientras juega en Boca (1913-1914) participó de la selección argentina de fútbol en algunos partidos. A su regreso a Nacional (1915) vuelve a participar en la selección uruguaya, con la que jugaría hasta 1927.
Jugó en 9 Copas América, de las cuales ganó 6 (contamos aquí la copa de 1923, cuando no jugó ningún partido pero integró el plantel campeón). Fue goleador de los certámenes continentales de 1917 y 1920 (en esta última compartido con su compatriota José Pérez). En total, convirtió en estos torneos 12 goles, siendo el tercer goleador de Uruguay en la historia de esta competencia (junto a Roberto Porta), décimo a nivel general. En cuanto a partidos, es el jugador uruguayo con más participaciones (23 partidos jugados).
Participó de la selección campeona de los Juegos Olímpicos de 1924, en París, habiendo sido titular en los 5 encuentros. Se comenta que no participó en los siguientes juegos (Ámsterdam, 1928) para rendir un examen para conseguir un empleo en el Banco Hipotecario del Uruguay, aunque ya tenía en ese momento 35 años de edad y no había sido convocado para el Campeonato Sudamericano 1927.
Su último partido con la selección fue el 14 de julio de 1927, en un partido amistoso ante Argentina. En total vistió la camiseta celeste en 69 partidos (récord de participaciones en la selección uruguaya hasta que en 1985 Rodolfo Rodríguez lo superó), convirtiendo 28 goles (récord en la selección hasta que en 1928 lo superó Héctor Scarone), siendo el cuarto goleador en la historia de la celeste.

### Participaciones en Juegos Olímpicos[2][4]
| Juegos                | Sede  | Resultado | Partidos | Goles |
| --------------------- | ----- | --------- | -------- | ----- |
| Juegos Olímpicos 1924 | París | Campeón   | 5        | 3     |

### Participaciones en Copa América[4]
| Copa              | Sede      | Resultado  | Partidos | Goles |
| ----------------- | --------- | ---------- | -------- | ----- |
| Copa América 1916 | Argentina | Campeón    | 2        | 0     |
| Copa América 1917 | Uruguay   | Campeón    | 3        | 4     |
| Copa América 1919 | Brasil    | Subcampeón | 3        | 0     |
| Copa América 1920 | Chile     | Campeón    | 3        | 3     |
| Copa América 1921 | Argentina | 3° puesto  | 3        | 2     |
| Copa América 1922 | Brasil    | 3° puesto  | 4        | 0     |
| Copa América 1923 | Uruguay   | Campeón    | 0        | 0     |
| Copa América 1924 | Uruguay   | Campeón    | 3        | 2     |
| Copa América 1926 | Chile     | Campeón    | 2        | 1     |

## Clubes
| Club         | País      | Periodo     |
| ------------ | --------- | ----------- |
| Nacional     | Uruguay   | 1910        |
| CURCC        | Uruguay   | 1911 - 1914 |
| Boca Juniors | Argentina | 1914        |
| Nacional     | Uruguay   | 1915 - 1930 |

## Palmarés

### Campeonatos nacionales (17)
| Título                  | Club     | País    | Año  |
| ----------------------- | -------- | ------- | ---- |
| Campeonato Uruguayo     | CURCC    | Uruguay | 1911 |
| Copa de Honor           | CURCC    | Uruguay | 1911 |
| Campeonato Uruguayo (2) | Nacional | Uruguay | 1915 |
| Copa Competencia        | Nacional | Uruguay | 1915 |
| Copa de Honor (2)       | Nacional | Uruguay | 1915 |
| Campeonato Uruguayo (3) | Nacional | Uruguay | 1916 |
| Copa de Honor (3)       | Nacional | Uruguay | 1916 |
| Campeonato Uruguayo (4) | Nacional | Uruguay | 1917 |
| Copa de Honor (4)       | Nacional | Uruguay | 1917 |
| Campeonato Uruguayo (5) | Nacional | Uruguay | 1919 |
| Copa Competencia (2)    | Nacional | Uruguay | 1919 |
| Campeonato Uruguayo (6) | Nacional | Uruguay | 1920 |
| Copa Competencia (3)    | Nacional | Uruguay | 1921 |
| Campeonato Uruguayo (7) | Nacional | Uruguay | 1922 |
| Campeonato Uruguayo (8) | Nacional | Uruguay | 1923 |
| Copa Competencia (4)    | Nacional | Uruguay | 1923 |
| Campeonato Uruguayo (9) | Nacional | Uruguay | 1924 |

### Torneos internacionales (15)
| Título                      | Equipo               | Año  |
| --------------------------- | -------------------- | ---- |
| Copa de Honor Cousenier     | CURCC                | 1911 |
| Cup Tie Competition         | Nacional             | 1915 |
| Copa de Honor Cousenier     | Nacional             | 1915 |
| Copa América                | Selección de Uruguay | 1916 |
| Copa Aldao                  | Nacional             | 1916 |
| Copa de Honor Cousenier (2) | Nacional             | 1916 |
| Copa América (2)            | Selección de Uruguay | 1917 |
| Copa de Honor Cousenier (3) | Nacional             | 1915 |
| Copa Aldao (2)              | Nacional             | 1919 |
| Copa América (3)            | Selección de Uruguay | 1920 |
| Copa Aldao (3)              | Nacional             | 1920 |
| Copa América (4)            | Selección de Uruguay | 1923 |
| Copa América (5)            | Selección de Uruguay | 1924 |
| Oro en los Juegos Olímpicos | Selección de Uruguay | 1924 |
| Copa América (6)            | Selección de Uruguay | 1926 |

### Distinciones individuales
| Distinción                                   | Año  |
| -------------------------------------------- | ---- |
| Máximo goleador de la Copa América (4 goles) | 1917 |
| Máximo goleador de la Copa América (4 goles) | 1920 |